# Charles Éboué
Pour les articles homonymes, voir Eboué.
Charles « Charly » Yves Joseph Éboué, né le 14 mai 1924 à Bangassou en Oubangui-Chari (actuelle République centrafricaine) et mort le 27 décembre 2013 à Reims, est un résistant et un pilote de ligne français.

## Biographie
Il est le fils de Félix Éboué, administrateur colonial et compagnon de la Libération inhumé au Panthéon de Paris et de son épouse Eugénie Éboué-Tell, résistante puis femme politique guadeloupéenne. Il est né en Oubangui-Chari (actuelle Centrafrique) où son père était administrateur des colonies.
À 18 ans, il s'engage dans les Forces aériennes françaises libres (FAFL) en Égypte.
Après la Seconde Guerre mondiale, il devient pilote de ligne et deviendra « grande figure de l'aviation », à la compagnie Aigle Azur Indochine puis dans la compagnie d'aviation UTA, notamment sur la ligne vers Nouméa. Il est à ce titre considéré comme une « grande figure calédonienne ».
Il réside de nombreuses années à Rosnay.

## Postérité
À sa mort, le ministre délégué aux Anciens combattants, Kader Arif, salue sa mémoire.